# ليز مايتنر
ليز مايتنر (بالألمانية: Lise Meitner) (7 نوفمبر 1878 - 27 أكتوبر 1968)، عالمة فيزياء نمساوية المولد سويدية الجنسية في مجال النشاط إشعاعي والفيزياء النووية. كانت مايتنر عضوا في الفريق الذي اكتشف الانشطار النووي وهو إنجاز تلقى عنه زميلها أوتو هان جائزة نوبل. تذكر مايتنر غالبا كأحسن مثال للإنجاز العلمي للمرأة تجاهلته لجنة نوبل. توصلت دراسة في 1997 لمجلة الفيزياء اليوم أن آراء مايتنر السلبية تسببت في استبعادها من جائزة نوبل.
أكملت مايتنر بحث الدكتوراه في عام 1905، وأصبحت أول امرأة من جامعة فيينا والثانية في العالم تحصل على درجة الدكتوراه في الفيزياء. قضت معظم حياتها المهنية العلمية في برلين بألمانيا، حيث كانت أستاذة فيزياء ورئيسة قسم في جمعية القيصر فيلهلم. كانت أول امرأة تصبح أستاذة في الفيزياء في ألمانيا. فقدت هذه المناصب في ثلاثينيات القرن العشرين بسبب قوانين نورمبرغ المعادية لليهود في ألمانيا النازية. هربت إلى السويد في عام 1938 حيث عاشت لسنوات عديدة، وأصبحت في النهاية مواطنة سويدية.
وجدت مايتنر مع الكيميائيين أوتو هان وفريتز ستراسمان في جمعية القيصر فيلهلم في منتصف عام 1938 أن قصف الثوريوم بالنيوترونات أنتج نويدات مختلفة. أظهر هان وستراسمان في وقت لاحق من العام أن نظائر الباريوم يمكن أن تتكون عن طريق قصف اليورانيوم. توصل مايتنر وفريش في أواخر ديسمبر إلى ظاهرة الانقسام هذه؛ وأطلقا عليها اسم «الانشطار» في تقريرهم الصادر في عدد فبراير من مجلة نيتشر في عام 1939. أدى هذا المبدأ إلى تطوير أول قنبلة ذرية خلال الحرب العالمية الثانية، وبالتالي تطوير أسلحة نووية أخرى ومفاعلات نووية.
حصلت مايتنر على العديد من الجوائز والأوسمة في أواخر حياتها، ولكنها لم تشارك في جائزة نوبل في الكيمياء في عام 1944 عن الانشطار النووي، والتي مُنحت حصريًا لأوتو هان الذي تعاون معها منذ زمن طويل. وصف العديد من العلماء والصحفيين إقصائها بأنه «غير عادل». ذكر أرشيف جائزة نوبل بأنها رُشحت 19 مرة لجائزة نوبل في الكيمياء بين عامي 1924 و1948، و29 مرة لجائزة نوبل في الفيزياء بين عامي 1937 و1965. دُعيَت مايتنر لحضور اجتماع لينداو الحائز على جائزة نوبل في عام 1962على الرغم من عدم حصولها على جائزة نوبل. حصلت مايتنر على العديد من الأوسمة الأخرى، بما في ذلك تسمية العنصر الكيميائي 109 بالمايتنريوم في عام 1997.

## معهد القيصر فيلهلم للكيمياء
انتقل هان ومايتنر إلى جمعية القيصر فيلهلم الحديثة للكيمياء في عام 1912. قبل هان عرضًا من فيشر ليصبح مساعدًا مبتدئًا مسؤولًا عن قسم الكيمياء الإشعاعية، وهو أول مختبر من نوعه في ألمانيا. جاءت الوظيفة بمنصب «أستاذ» وبراتب 5000 مارك في السنة. عملت مايتنر بدون راتب على أنها «ضيفة» في قسم هان. عيّنها بلانك في وقت لاحق من ذلك العام مساعدته في معهد الفيزياء النظرية في جامعة فريدريش فيلهلم؛ وذلك ربما خوفًا من أنها كانت تواجه صعوبات مالية وبسبب احتمال عودتها إلى فيينا منذ وفاة والدها في عام 1910، فأشرت على أوراق طلابه، وكان ذلك أول منصب لها مدفوع الأجر. كان منصب المساعد في أدنى درجات السلم الأكاديمي، وكانت مايتنر أول مساعدة علمية أنثى في بروسيا.
قدم المسؤولون الفخورون مايتنر إلى القيصر فيلهلم الثاني في الافتتاح الرسمي لجمعية القيصر فيلهلم للكيمياء في 23 أكتوبر عام 1912. أصبحت عضوًا (زميلة) في العام التالي، وهي نفس رتبة هان (على الرغم من راتبها القليل)، وعُرِف قسم النشاط الإشعاعي بمختبر هان-مايتنر. احتفلت مايتنر بحفل عشاء في فندق أدلون. انخفض راتبي هان ومايتنر بسبب إتاوات الميزوثوريوم (نظائر الراديوم) («الثوريوم الأوسط»، والراديوم -228 الذي يُطلق عليه أيضًا «الراديوم الألماني») المُنتَج للأغراض الطبية، إذ حصل هان على 66000 مارك في عام 1914، ومنح مايتنر نسبة عشرة بالمية منهم. تلقت مايتنر عرضًا لافتًا في عام 1914 لمنصب أكاديمي في براغ. أوضح بلانك لفيشر بعدم رغبته في مغادرة مايتنر، وعمل فيشر على مضاعفة راتبها إليصل لى 3000 مارك.
كان الانتقال إلى أماكن جديدة محض صدفة، إذ أصبح متجر الأخشاب ملوثًا تمامًا بالسوائل المشعة التي انسكبت، والغازات المشعة التي انبثقت ثم تحللت واستقرت على أنها غبار مشع، مما جعل القياسات الحساسة مستحيلة. وضع هان ومايتنر إجراءات صارمة لضمان بقاء مختبراتهم النظيفة الجديدة على هذا النحو. أُجريت القياسات الكيميائية والفيزيائية في غرف مختلفة، وكان على الأشخاص الذين يتعاملون مع المواد المشعة اتباع البروتوكولات التي تتضمن عدم المصافحة، وعُلِّقت لفات من ورق التواليت بجوار كل مقبض هاتف وباب. خُزِّنت المواد المشعة بحذر في متجر الأخشاب القديم، وبعد ذلك في دار الراديوم الذي شُيِّد لهذا الغرض على أرض المعهد.

## الاشتراكية الوطنية
أدى أدولف هتلر اليمين الدستورية كمستشار لألمانيا في 30 يناير 1933، إذ كان حزب العمال الألماني الاشتراكي الوطني أكبر حزب في الرايخستاغ (جمهورية فايمار). أزال قانون 7 أبريل عام 1933 الخاص بإعادة الخدمة المدنية المهنية الشعب اليهودي من الخدمة المدنية التي تضمنت الأوساط الأكاديمية. لم تحاول مايتنر أبدًا إخفاء أصلها اليهودي، ولكنها استُثنيت في البداية من تأثيره لأسباب متعددة من ضمنها عملها الذي بدأ قبل عام 1914، وخدمتها في الجيش خلال الحرب العالمية، وأنها كانت نمساوية وليست مواطنة ألمانية، وكون جمعية القيصر فيلهلم شراكة بين الحكومة والصناعة. فُصِلت من منصب الأستاذ المساعد في 6 سبتمبر لأن خدمتها في الحرب العالمية الأولى لم تكن في الخطوط الأمامية، ولم تكمل تأهيلها حتى عام 1922. لم يؤثر ذلك على راتبها أو عملها في جمعية القيصر فيلهلم للكيمياء. أكد كارل بوش، مدير آي جيه فاربن، الراعي الرئيسي للجمعية، لمايتنر أن منصبها هناك آمن. أعطى مساعدو هان ومايتنر، أوتو إربشر وكورت فيليب على التوالي، وكلاهما من أعضاء الحزب النازي، تأثيرًا متزايدًا على الإدارة اليومية للجمعية، وذلك على الرغم من مسؤولية هان ومايتنر القائمة حينها.
لم يحالف الآخرين الحظ، ففُصِل ابن أخيها أوتو فريش من منصبه في معهد الكيمياء الفيزيائية بجامعة هامبورغ بالإضافة إلى مدير المعهد أوتو شتيرن. أسس شتيرن منصب فريش مع باتريك بلاكيت في كلية بيركبيك في إنجلترا؛ وعمل لاحقًا في معهد نيلز بور في كوبنهاغن منذ عام 1934 حتى عام 1939. جاء فريتز ستراسمان إلى جمعية القيصر فيلهلم للكيمياء للدراسة تحت إشراف هان لتحسين فرص عمله. رفض عرضًا مربحًا للتوظيف لأنه يتطلب تدريبًا سياسيًا وعضوية في الحزب النازي، واستقال من جمعية الكيميائيين الألمان عندما أصبحت جزءًا من جبهة العمال الألمانية النازية بدلًا من أن تصبح عضوًا في منظمة يسيطر عليها النازيون. لم يكن بإمكانه العمل في الصناعة الكيميائية أو الحصول على تأهيله. أقنعت مايتنر هان بتوظيفه كمساعد، وسرعان ما نُسب إليه الفضل كمتعاون ثالث في الأبحاث التي أنتجوها، إذ كُتِب اسمه أحيانًا في بداية القائمة. نشرت مايتنر حصريًا في مجلة علوم الطبيعة بين عامي 1933 و1935، إذ كان محررها أرنولد برلينر يهوديًا، واستمرت في قبول الطلبات من العلماء اليهود. أدى هذا إلى مقاطعة المجلة، وفصل الكاتب سبرينغر-فيرلاغ برلينر في أغسطس عام 1935.

## سنواتها الأولى
ولدت مايتنر يوم 7 نوفمبر 1878 في كنف عائلة يهودية وهي الثالثة من إخوتها الثمانية في فيينا، الدائرة الثانية (ليوبولداست). كان أبوها فيليب مايتنر من أوائل المحامين اليهود في النمسا. كان اسمها عند الولادة إليز لكنها صغرته ليصبح ليز. يحدد سجل الولادات للمجتمع اليهودي بفيينا تاريخ ولادة ليز في 17 نوفمبر لكن كل الوثائق الأخرى تحدده في 7 نوفمبر وهو التاريخ الذي كانت تستعمله. حينما بلغت سن الرشد تحولت من الديانة اليهودية إلى الديانة المسيحية البروتستانتية، تم تعميدها في 1908.
كانت مايتنر ثاني امرأة تحصل على درجة دكتور في جامعة فيينا. كان من غير المسموح للمرأة في ذلك الوقت في النمسا ولوج معاهد التعليم العالي لكن بفضل دعم أبويها حصلت على تعليم خاص عالي أكماته في 1901 حين نجحت في الامتحان الخارجي في جمناز أكاديميشز.

## حياتها المهنية
درست مايتنر الفيزياء وأصبحت ثاني امرأة تحصل على شهادة دكتوراه من جامة فيينا في 1905 ("Wärmeleitung im inhomogenen Körper") مستلهمة من أستاذها الفيزيائي لودفيغ بولتزمان. بعد حصولها على الدكتوراه رفضت عرض عمل في مصنع مصابح غاز. وذهبت إلى برلين بتشجيع وتمويل من أبيها. سمح لها ماكس بلانك بمتابعة محاضراته وهي لفتة غير عادية من قبله حيث كان لا يسمح بأي امرأة بمحاضراته. بعد عام، أصبحت مايتنر مساعدة بلانك وخلال سنواتها الأولى عملت مع الكيميائي أوتو هان واكتشفت معه عدة نظائر جديدة. قدمت مايتنر صفحتين حول إشعاع بيتا في 1909.
في 1912، انتقلت مجموعة الأبحاث هان-مايتنر إلى معهد القصر فيلهلم الحديث التأسيس في برلين-دالهيم جنوب شرق برلين. عملت مايتنر كضيفة بدون أجر في قسم هان للكيمياء الإشعاعية. وبقيت كذلك حتى 1913، حين بلغت 35 سنة فتلقت عرضا للذهاب إلى براغ كأستاذة مشاركة فعينت في وطيفة دائمة في المعهد.
في الجزء الأول من الحرب العالمية الأولى، عملت كممرضة تعمل على معدات الأشعة السينية. وعادت إلى برلين وأبحاثها في 1916 لكنها عاشت صراعا مع نفسها فقد أعربت عن خجلها وأسفها عند مواصلتها جهود الأبحاث وهي تفكر في الألم والمعاناة اللذان يعيشهما ضحايا الحرب واحتياجاتهم الطبية والعاطفية.
في 1917، اكتشفت وهان أول نظير طويل العمر لعنصر البروتكتينيوم. في ذلك العام، منحت مايتنر قسما خاصا للفيزياء في معهد القيصر فيلهلم للكيمياء. وفي 1923، اكتشفت سبب انبعاثات سطوح الإلكترونات مع طاقات 'توقيع' والمعروف باسم مفعول أوجيه. والسبب وراء تسمية التقنية هو اسم العالم الفرنسي بيير فيكتور أوجيه الذي اكتشفها مستقلا في 1925.
في 1930، ارتادت مايتنر حلقة دراسية حول الفيزياء والكيمياء النوويتين مع ليو زيلار. مع اكتشاف النيوترون في أوائل الثلاثينيات، ظهرت تكهنات في المجتمع العلمي بإمكانية خلق عناصر أثقل من اليورانيوم (عدد ذري 92) في المختبر. فبدأ سباق علمي بين إرنست رذرفورد في بريطانيا وإيرين جوليو-كوري في فرنسا وإنريكو فيرمي في إيطاليا وفريق هان-مايتنر في برلين. في ذلك الوقت، جميع الأطراف المعنية اعتقدت أن هذا السباق بحث مجرد عن تكريم بجائزة نوبل. ولم يظن أحد أن هذه الأبحاث ستتوج في الأسلحة النووية.
عند وصول أدولف هتلر إلى السلطة في 1933، كانت مايتنر تعمل مديرة لمعهد الكيمياء. أقيل أو أجبر على الاستقالة العديد من العلماء اليهود منهم ابن أختها أوتو روبرت فريش وفريتز هابر وليو زيلار وعدة وجوه معروفة لكن ذلك لم يطلها بسبب جنسيتها النمساوية التي حمتها. أغلبهم غادر ألمانيا. لم تقم بردة فعل وأكملت عملها. في 1946 اعترفت بأن ذلك لم يكن عملا غبيا فقط بل خاظئا أيضا لأنها لم ترحل في مرة.

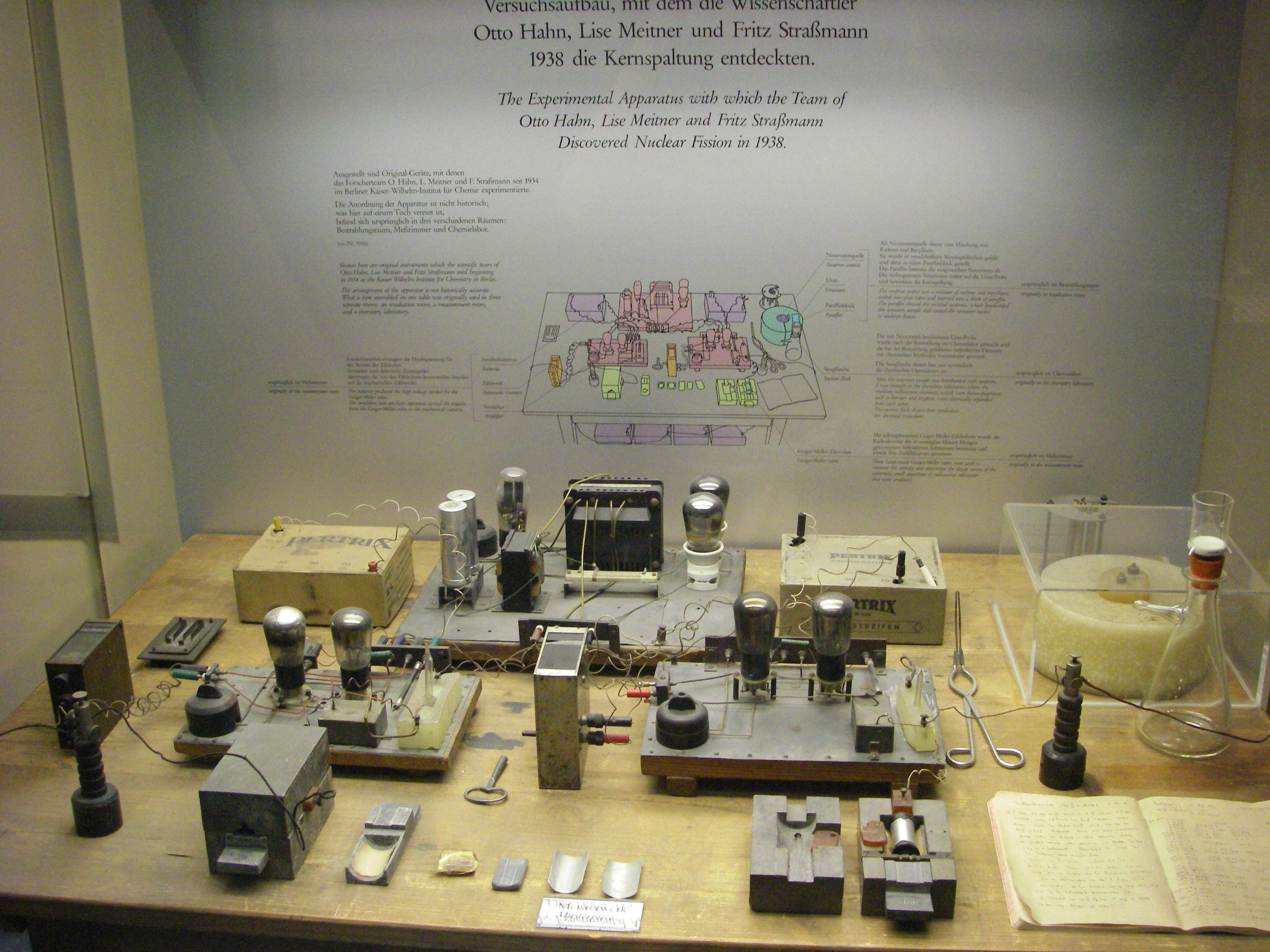
محاكاة الإعداد التجريبي للانشطار النووي، في المتحف الألماني في ميونيخ.

بعد الآنشلوس، أصبحت قضيتها ميؤوسا منها. في يوليو 1938، هربت مايتنر بمساعدة من العالمين الهولنديين ديرك كوستر وأدريان فوكر نحو هولندا. اضطرت إلى السفر متخفية حتى الحدود الهولندية فأقنع كوستر ضباط الهجرة الألمانيين بأنها إذنا تحمل بالسفر. وصلت إلى هولندا سالمة لكن مجردة من ممتلكاتها. وصرحت بعد ذلك أنها غادرت ألمانيا وبحوزتها عشرة ماركات. قبل مغادرتها، أعطاها أوتو هان ختم ألماس ورثه عن أمه: كان ليستعمل كرشوة لحراس الحدود إذا اقتضى الأمر ذلك لكن ذلك لم يحصل ولبسته زوجة ابن أخت مايتنر.
كانت مايتنر محظوظة حينما هربت فقد بلغ عنها كورت هيس، كيميائي وعميل للنازيين، السلطات الألمانية عن تخطيطها للفرار ومع ذلك لم يتحقق أصدقائها من ذلك إلا بعد أن عرفوا أنها سالمة. لم تذهب مايتنر إلى موعد لها في جامعة غرونيغن وبدلا من ذلك سافرت إلى ستوكهولم حيث تولت منصبا في مختبر كارل مان سيغباهن على الرغم من رأي سيغباهن المسبق حول عدم أحقية المرأة دخول مجال العلوم. هناك نشأت علاقة عمل لها مع نيلز بور الذي كان يعيش متنقلا بين كوبنهاغن وستوكهولم. ثم من مسكنها الجديد كانت تتراسل وهان وعدة علماء ألمان آخرين.
التقى هان مايتنر خفية في كوبنهاغن في نوفمبر للتخطيط لجولة جديد من التجارب وتبادلا بعد ذلك الرسائل. نفذ هان التجارب الصعبة التي عزلت الدليل على الانشطار النووي في مجتبره في برلين. بينت المراسلة المتبقية عن اعتراف هان بأن الانشطار النووي هو التفسير الوحيد للباريوم وعبر عن دهشة لما توصل إليه من نتائج لمايتنر في تلك المراسلة. اقترحت إيدا نوتاك إمكانية تفكك نواة اليورانيوم تحت قصف من النيوترونات قبل سنوات وبالضبط في 1934. لكن كان فريش ومايتنر الأوائل لإثبات نظرية كيف يمكن تقسيم نواة الذرة إلى أجزاء أصغر: انقسمت نواة الذرة إلى باريوم وكريبتون ويرافقهما طرد من النيوترونات وكمية كبيرة من الطاقة (وهذه الأخيرة هي من النواتج عن الخسارة في الكتلة) وذلك عبر استعمال نوذج قطرة-السائل من النووات. بذلك اكتشفت مايتنر وفريش السبب في أنه لا يوجد أي عنصر فوق اليورانيوم (من حيث العدد الذري) مستقر متواجد في الطبيعة وتغلب التنافر الكهربائي للبروتونات الكثيرة على القوة النووية. كانت أيضا مايتنر أول من يدرك أن معادلة أينشتاين الشهيرة، E = mc2، تشرح مصدر النشرات الهائلة من الطاقة الذرية في التحلل، من خلال تحويل الكتلة إلى طاقة.
في رسالة من بور، معلقا على حقيقة أن كمية الطاقة المحررة حين قصف ذرات اليورانيوم كانت أكبر بكثير من المتوقع في الحسابات المعتمدة على جوهر غير انشطاري، أثارت إلهاما آنفا في ديسمبر 1938. ادعى هان أن كيميائه هي وحدها المسؤولة عن هذا الاكتشاف رغم عدم قدرته على شرح النتائج.

## جوائز وتكريمات

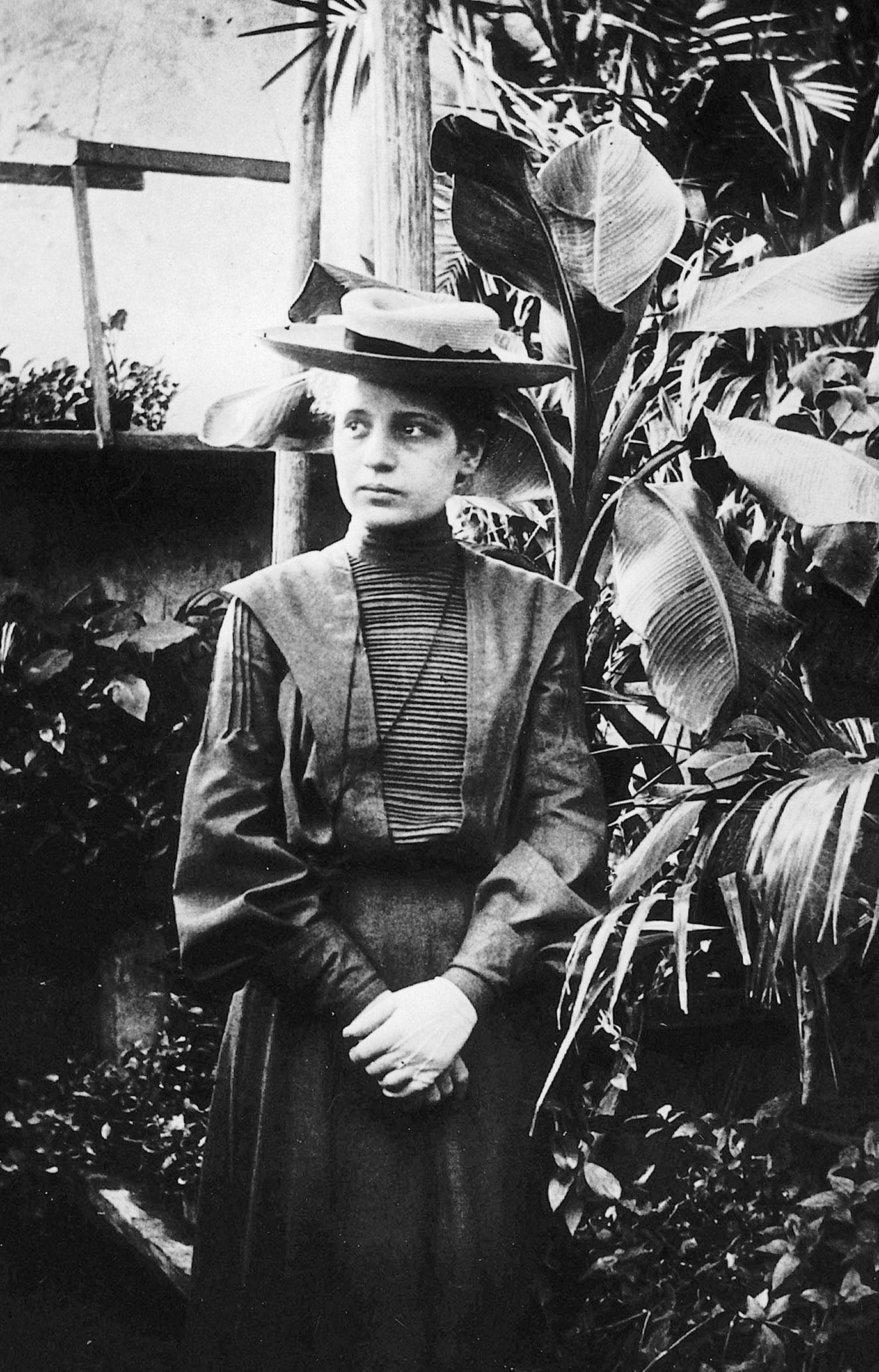
ليز مايتنر عام 1906 في فيينا

في 1944، حصل هان على جائزة نوبل للكيمياء لكتشافه الانشطار النووي. يرى بعض المؤرخين لتاريخ اكتشاف الانشطار النووي أن مايتنر كانت ستتقاسم الجائزة مع هان.
في 1966، توج هان وفريز ستراوسمان ومايتنر بجائزة إنريكو فيرمي. وفي إطار زيارة لها إلى الولايات المتحدة في 1946 تلقت ليز تكريم امرأة العام في عشاء لنادي الصحافة الوطني مع الرئيس هاري ترومان في نادي الصحافة النسائية الوطني في يناير 1946 وعدة دكتورات فخرية وحاضرت في برينستون وهارفرد وجامعات الولايات المتحدة العريقة. رفضت ليز مايتنر العودة إلى ألمانيا وتمتعت بتقاعدها وبحوثها في ستوكهولم حتى بلغت عقدها الثامن. حصلت أيضا على جائزة ماكس بلانك من جمعية الفيزياء الألمانية في 1949. كما رشحت ثلاثة مرات لنفس الجائزة وسمي العنصر 109 في الجدول الدوري تيمنا باسمها مايتنريوم.
انتخبت ماينر كعضو أجنبي في الأكاديمية الملكية السويدية للعلوم في 1945 وتغيرت عضويتها إلى عضو سويدي في 1951.

## سنواتها الأخيرة

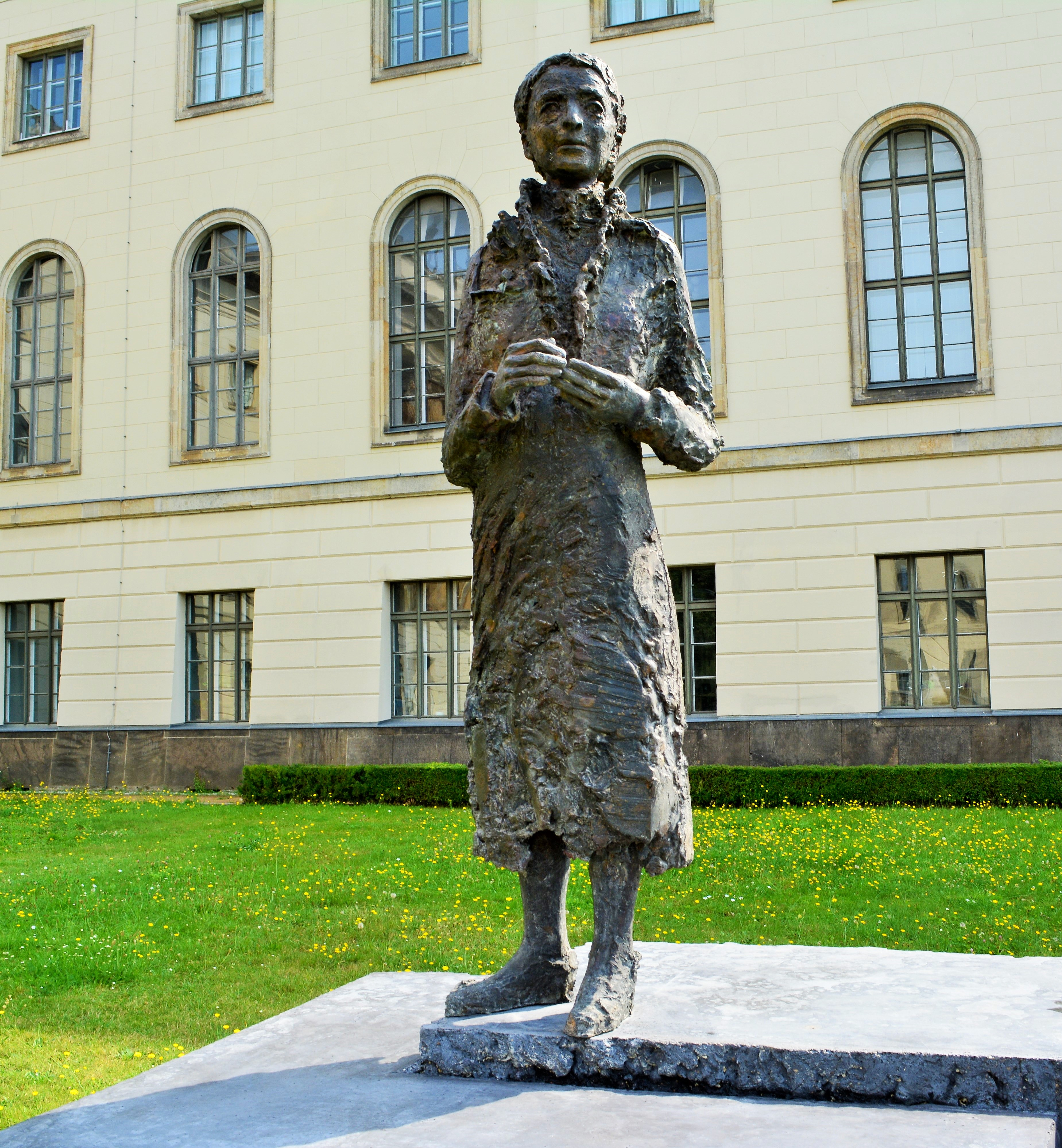
نصب تذكاري لعالمة الفيزياء النووية ليز مايتنر نُحِت عام ٢٠١٤ ومعروض في باحة الشرف في جامعة هامبولدت الالمانية. النصب من أعمال الفنانة آنا فرانزيسكا سوارزباخ.

بعد الحرب، انتقدت مايتنر بشدة هان وعلماء ألمان آخرين تواطئوا مع النازيين ولم يفعلوا شيئا حيال جرائم نظام هتلر معترفة بفشل أخلاقي حين بقيت في ألمانيا من 1933 حتى 1938. حسب شهادة من العالم الألماني البارز فرنر هيزنبرج قالت مايتنر:يجب أن يرى هيزنبرغ وعدة ملايين معه مكرهين هذه المخيمات والقتلى فيها. وكتبت لها قائلة:
أنتم جميعا تعملون لصالح ألمانيا النازية. ولم تقوموا إلا بمقاومة عابرة. بالتأكيد ساعدتم شخصا مظلوما هنا أو هناك وذلك فقط لإسكات ضمائركم لكن سمحتم بقتل الملايين من الأبرياء بدون أي احتجاج يذكر... [يقال أن] أولا خنتم أصدقاءكم ثم أطفالكم حين ربطتم حياتهم بحرب مجرمة وأخيرا خنتم ألمانيا نفسها لأنه حين كان ميؤوسا من الحرب لم تحموا ألمانيا من دمار لا معنى له.
كان هان ومايتنر أصدقاء طول عمرهم.
أصبحت مايتنر مواطنة سويدية في 1949 وانتقلت إلى بريطانيا في 1960 وماتت في كامبريدج في 1968 قبل عيد ميلادها التسعين بوقت قليل. وكما طلبت دفنت في قرية براملي في هامبشير في كنيسة سانت جايمس باريش قرب أخيها الصغير والتر الذي مات في 1964. كتب ابن أختها أوتو روبرت فريش النقش: ليز مايتنر فيزيائية لم تفقد أبدا إنسانيتها في شاهد قبرها.

## وصلات خارجية
- ليز مايتنر على موقع الموسوعة البريطانية (الإنجليزية)
- ليز مايتنر على موقع مونزينجر (الألمانية)
- ليز مايتنر على موقع إن إن دي بي (الإنجليزية)